# Pierre Létourneau

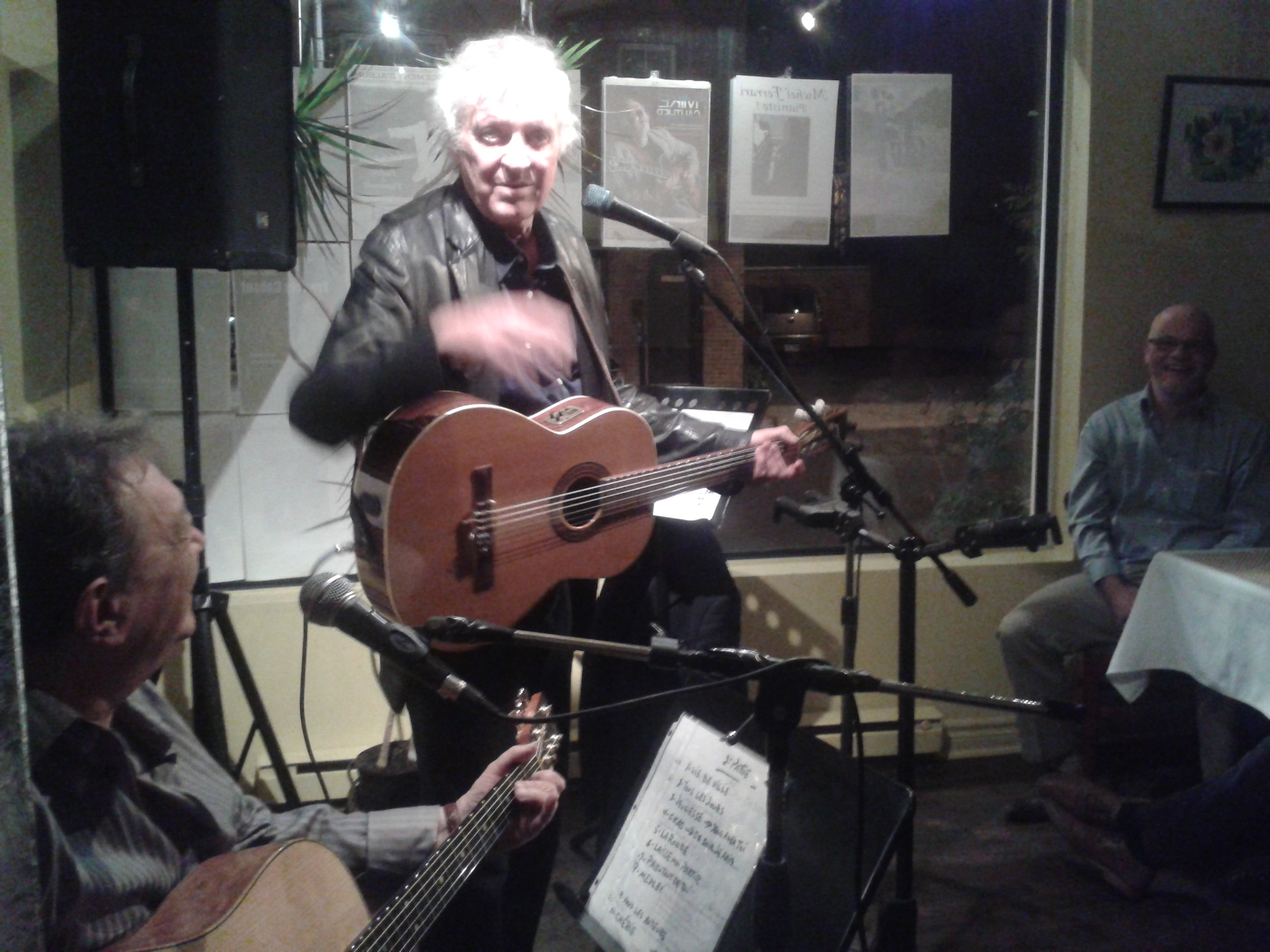
Pierre Létourneau, 2016

Pierre Létourneau (* 11. August 1938) ist ein kanadischer Singer-Songwriter.

## Leben
Létourneau schrieb seine ersten Songs als Student der Universität Montreal. 1961 erschien sein Debütalbum, dessen Erfolg ihm 1964 einen Auftritt in der Fernsehshow La Boite à Chansons der CBC brachte. Nach zwei weiteren Alben komponierte er in den 1970er Jahren Songs für verschiedene Interpreten, u. a. Laisse-moi partir und Tout seul au monde für Nicole Martin, La Ronde für Marc Gélinas, Oh ma Lili für Michel Stax und Danser danser für Nanette Workman.
Seinen größten Erfolg hatte er 1973 mit dem Song Tous les jours de la semaine, der an die Spitze der Charts kam. Er wurde darauf Moderator von Radioshows des Radiosenders CKAC und der Fernsehshow Pulsions der CBC. Daneben schrieb er weitere Songs für sich und für andere Interpreten, darunter 1980 Aimer für Véronique Béliveau. 1984 tourte er mit Claude Léveillé und Claude Gauthier mit der Show Trois fois chantera durch Québec und New Brunswick. Einige Jahre später nahm er an Michel Robidoux’ Show Années-Guitare teil.
2010 veröffentlichte Létourneau eine Sammlung seiner Texte unter dem Titel À tort et à travers mit Illustrationen von Jean-Guy Moreau. Im gleichen Jahr schrieb er mehrere Songs für Nicole Croisille und nahm an Robert Charlebois’ Show Il était une fois la boîte à chansons  teil. 2011 wurde er in die Canadian Songwriters Hall of Fame aufgenommen.